# Reprezentacja Kanady w baseballu kobiet
Reprezentacja Kanady w baseballu kobiet należy do Canadian Federation of Amateur Baseball, która jest członkiem Confederación Panamericana de Béisbol. W rankingu IBAF zajmuje 2. miejsce.
Kanadyjska żeńska reprezentacja zdobyła srebrny medal na Mistrzostwach Świata w Baseballu w 2008, a także trzykrotnie zajęła 3. miejsce w latach 2004, 2006 i 2012.  

## Skład w sezonie 2012
W składzie na sezon 2012 było 20 zawodniczek